# Condado de San Luis Obispo
O condado de San Luis Obispo (em inglês:  San Luis Obispo County) é um dos 58 condados do estado americano da Califórnia. Foi fundado em 1850. A sede e cidade mais populosa do condado é San Luis Obispo.

## Geografia
De acordo com o United States Census Bureau, o condado possui uma área de 9 364 km², dos quais 8 543 km² estão cobertos por terra e 821 km² por água.

## Demografia
Segundo o censo nacional de 2010, o condado possui uma população de 269 637 habitantes e uma densidade populacional de 31,5 hab/km². Possui 117 315 residências, que resulta em uma densidade de 14 residências/km².
Das 7 localidades incorporadas no condado, San Luis Obispo é a mais populosa, com 45 119 habitantes, o que representa 17% da população total, enquanto que Grover Beach é a mais densamente povoada, com 2 199 hab/km². Pismo Beach é a menos populosa, com 7 655 habitantes. De 2000 para 2010, a população de El Paso de Robles cresceu quase 23% e a de Pismo Beach reduziu em 10%. Apenas uma cidade possui população inferior a 10 mil habitantes.